# Правовий вісник Української академії банківської справи
Правовий вісник Української академії банківської справи — науково-практичний журнал заснований у 2008 році. 
Виходить двічі на рік українською і російською мовами.
У журналі публікуються основні результати наукових досліджень з правової тематики, розглядаються актуальні правові проблеми банківської системи, правоохоронних та інших органів, проводиться аналіз правотворчої діяльності та практики застосування законодавства.
Видання розраховане на професійних юристів, працівників органів державної влади та управління, науковців, викладачів, студентів навчальних закладів.

## Редакційна колегія
- головний редактор - д.ю.н., проф. В.В. Сухонос;
- д.ю.н., проф., академік НАН України Ю.С. Шемшученко;
- відповідальний секретар - к.ю.н., доц. В.М. Завгородня.

члени редакційної колегії:
- д.ю.н., проф. О.Ф. Андрійко;
- д.ю.н., проф. Л.М. Давиденко;
- д.ю.н., проф. С.Г. Стеценко;
- к.ю.н., доц. В. В. Сухонос;
- к.і.н., доц. А.О. Ткаченко;
- к.ю.н., доц. В.Д. Чернадчук.